# Alpinia officinarum
La galanga minore (Alpinia officinarum Hance) è una pianta appartenente alla famiglia delle Zingiberaceae, nativa della Cina, in particolare delle coste del sud-est (Isola di Hainan), cresce comunque bene anche in India e in tutto il Sud-Est asiatico.

## Nome
Numerose piante della stessa famiglia vengono erroneamente chiamate galanga minore, ad esempio Kaempferia galanga o Boesenbergia rotunda, spesso gli stessi nomi comuni sono intercambiabili.
Conosciuta in Europa sin dal medioevo, viene menzionata negli scritti degli arabi Avicenna e Rhazes e descritta per la prima volta da H. F. Hance su una rivista scientifica  (Journal of the Linnéan Society, 1871). Il nome si pensa derivi dall'arabo Khanlanjan, che di rimando sembra a sua volta essere la distorsione di una parola cinese che significa “zenzero dolce”.

## Descrizione
Pianta erbacea tropicale, molto più piccola della varietà maggiore può raggiungere raramente il metro d'altezza.

### Foglie
Le foglie sono a forma di lancia, con venature parallele, lisce, lunghe e sottili, molto acuminate in cima.

### Fiori
I fiori nascono da fitte spighe, formati da un calice superiore piccolo e tubulare, una corolla bianca trilobata, un largo labellum ovoidale segnato da bande rosse, un singolo stame con antera e un pistillo con ovario inferiore e uno stilo sottile. Nell'insieme assomiglia vagamente agli iris.

### Radici
Rizoma dal colore arancio-marrone con un interno rosso-marrone, di consistenza fibrosa, più piccolo della varietà maggiore (2 cm) ma sempre striati. Profuma di zenzero, di sapore pungente con note di pepe e zenzero.

## Usi
Viene usata per lo più per le sue proprietà terapeutiche anche se un tempo la si ritrovava nelle ricette di cucina associata con la noce moscata e l'aglio. Anche oggi viene utilizzata in cucina, spesso abbinata a piatti di riso.
Possiede proprietà simili allo zenzero: stimolante, carminativo e stomachico. Viene usata contro la nausea, flatulenza, dispepsia, reumatismi, catarro e enteriti, in omeopatia e veterinaria anche per le sue azioni antibatteriche e toniche. In India è un tradizionale deodorante corporeo e rimedio contro l'alitosi. Usati in Europa e Asia per secoli come potenti afrodisiaci.

## Nomi comuni
- Cinese: San bai.
- Italiano: Galanga minore
- Francese: Galanga del la Chine, galanga vrai, petit galanga.
- Inglese: Colic root, East India root, Galangal. Aromatic Ginger, China Root, Chinese Ginger, East Indian Catarrh Root, Gargaut, India Root, Siamese Ginger
- Malese: Kunchor, zedoary.